# 艾氏阿勒銀漢魚
艾氏阿勒銀漢魚，為輻鰭魚綱銀漢魚目銀漢魚科的其中一種，分布於中美洲古巴西部淡水流域，體長可達3.3公分，為熱帶魚類，棲息在底中層水域，生活習性不明。